# Название Румынии
Название Румынии (рум. România) — топоним, созданный для нового государства Румыния, возникшего в 1859 году в результате объединения двух княжеств — Молдовы и Валахии.
Топоним Romania изначально относился к Фракии. В XIX веке топоним Romania был заимствован и стал употребляться по отношению к новому государству, основанному в ходе объединения Молдавского и Валашcкого княжеств. По распространённой в Румынии версии, название Румынии (рум. România) происходит от румынского Român, что якобы является производным от прилагательного romanus из латинского языка, означающего «римский». Латинизированное население бывшей Дакии стало называть себя «румынами». Самое старое упоминание этнонима «ромын» встречается в Евангелии дьякона Кореси 1561 года. Самое старое упоминание Румынской Земли (Цѣ́ра Рꙋмѫнѣ́скъ) встречается в письме боярина Някшу 1521 года. В Молдавском Княжестве этноним «румын» встречается в письме глав города Сучава (1592-1597): «Пишем вам, мэр румын и мэр армянин и 24 советника из города Сучава...».

## Этимология этнонима român
В ходе перехода от вульгарной латыни к румынскому произошли несколько фонетических изменений, которые привели к преобразованию romanus в român или rumân (сохранилась форма винительного падежа romanum):
- отпало окончание -m (во всех романских языках)[источник не указан 2049 дней];
- отпало окончание -u (сохранилось только в старорумынском)[источник не указан 2049 дней];
- произошёл переход a в â (гласные перед носовыми согласными перешли в â / î)[источник не указан 2049 дней];
- произошёл переход o в u (в некоторых регионах Румынии остался вариант с o)[источник не указан 2049 дней].

Первое упоминание румын в литературе встречается в «Песни о Нибелунгах», написанной между 1180 и 1210 годами: в авентюре XXII упоминается некий «валашский герцог Рамунг», которого ряд историков считает только символической фигурой, персонификацией румын.

Валашский герцог Рамунг, храбрец из храбрецов.

С ним вместе прибыл Гибих, король большой страны.

Несли людей их быстрые, как птицы, скакуны.
Оригинальный текст (нем.)Der herzoge Ramunch vzer Vlâchen lant

Mit Sibenhunduert mannen chom er fvr si gerant

Sam die wilden vogele so sah man si var

Другим упоминанием румын является документ, изданный венгерским королём Белой III примерно в то же время (ок. 1190?) и посвящённый произошедшему тогда восстанию Ассен и Петр (восстанию Асеня и Петра) и содержит слова «против гнева болгар и румын».
Самоназвание румын как римлян упоминается в научно-исследовательских работах XVI века итальянских гуманистов, которые совершали путешествия в Трансильванию, Молдову и Валахию. Так, Транкилло Андорнико писал в 1534 году, что влахи «теперь называются римлянами» (лат. nunc se Romanos vocant). В 1532 году Франческо делла Валле, сопровождая Альвизе Гритти во время путешествия по Трансильвании, Валахии и Молдове, заметил, что местные жители сохранили самоназвание римлян (балк.-лат. romani) и «называют себя на своём языке ромеями» (итал. si dimandano in lingua loro Romei), а также цитирует вопрос на старорумынском «Sti Rominest?», что эквивалентно современному «știi românește?» (рум. Ты говоришь на румынском?). Около 1575 года встречается упоминание авторства Ферранте Капечи о местных жителях, называющих себя румынами; Пьер Лескалопьер годом ранее писал:

По всем просторам Валахии и Молдавии и на большей части Трансильвании проживают люди из римской колонии эпохи императора Траяна. Они называют себя истинными потомками римлян и называют свой язык «романеште».
Оригинальный текст (фр.)Tout ce pays la Wallachie et Moldavie et la plus part de la Transivanie a esté peuplé des colonie romaines du temps de Traian l’empereur…Ceux du pays se disent vrais successeurs des Romains et nomment leur parler romanechte, c'est-à-dire romai

Другие свидетельства о самоназвании румын представлены авторами, жившими в Трансильвании или румынских княжествах. Трансильванский немец Йоханн Лебель в 1542 году писал, что местные называют себя «ромуны». Станислав Оржеховский (он же Ориховиус) в 1554 году писал:

На своём языке румыны называются «ромини» в честь римлян, и «валахи» на польском в честь итальянцев.
Оригинальный текст (лат.)qui eorum lingua Romini ab Romanis, nostra Walachi, ab Italis appellantur

Около 1570 года Антоно Веранчич упоминал, что румыны, жившие в Трансильвании, Молдавии и Валахии, называли себя романами или римлянами. Мартин Сент-Ивань в 1699 году цитировал выражения на местном языке «Sie noi sentem Rumeni» (на современном румынском «Și noi suntem români» — «И мы румыны») и «Noi sentem di sange Rumena» (на современном румынском «Noi suntem de sânge român» — «Мы румынской крови»).
В исторических источниках Румынии встречаются две формы написания самоназвания: «român» и «rumân». Обе формы были взаимозаменяемы на протяжении столетий и могли использоваться даже в одной фразе. В XVII веке отмечаются также употребления вариаций «Rumun» (Йоханн Трёстер), «Rumuny» (Пауль Ковачь де Лисняй), «Rumuin» (Лаврентий Топпельтин) и «Rumen» (Йоханнес Люциус и Мартин Сент-Иваньи).
В Средневековье этнолингвистическое обозначение rumân/român также означало «обычные люди». В XVII веке в связи с распространением крепостного права этим словом стали называть уже крепостных. В XVII—XVIII веках в связи с процессом семантической дифференциации форма «rumân», распространённая среди крестьян и обычных людей, стала обозначать крепостного, а форма «român» закрепилась за самоназванием населения. Форма «rumân» стала исчезать с 1746 года после того, как Константин Маврокордат отменил крепостное право. За самоназванием румын закрепилась окончательная форма «român» и «românesc», которую употребляли поэты Енакица Вакареску и Питар Христаке.

## Этимология топонима «Romania»

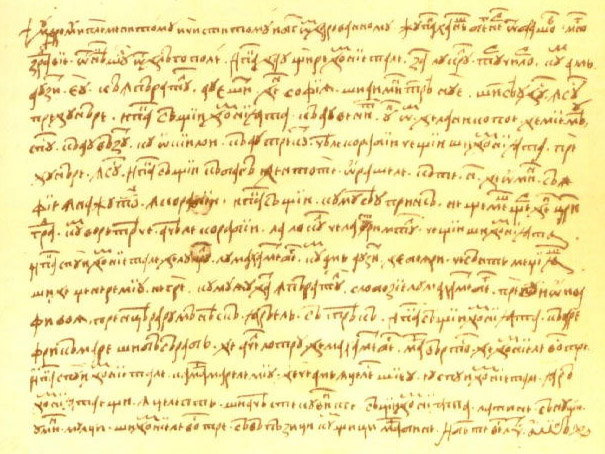
Письмо боярина Някшу, старейший памятник румынской письменности, на котором упоминается самоназвание Румынии

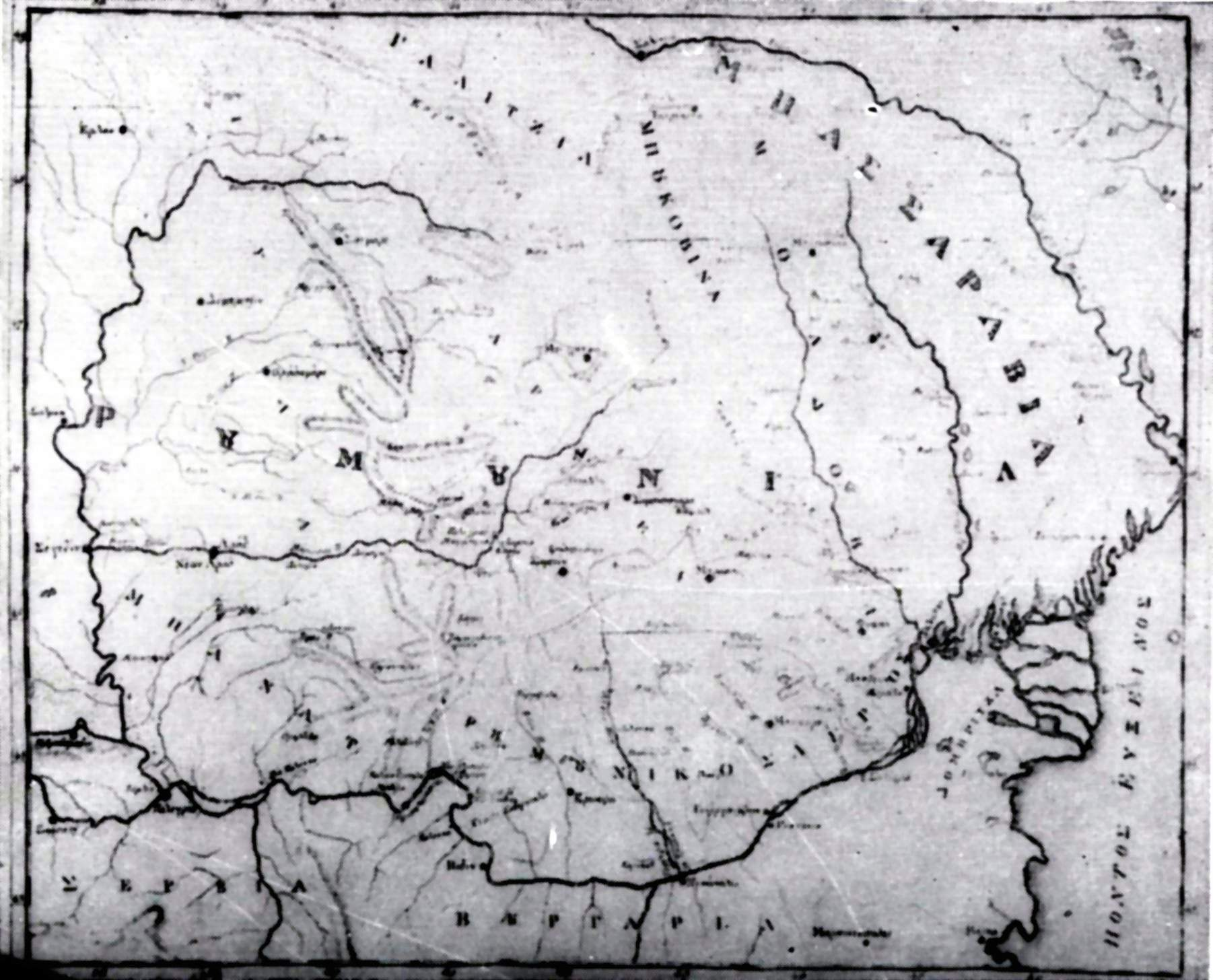
Карта Румунии на греческом языке, опубликованная в 1816 году в Лейпциге авторства Дмитрия Даниила Филиппида

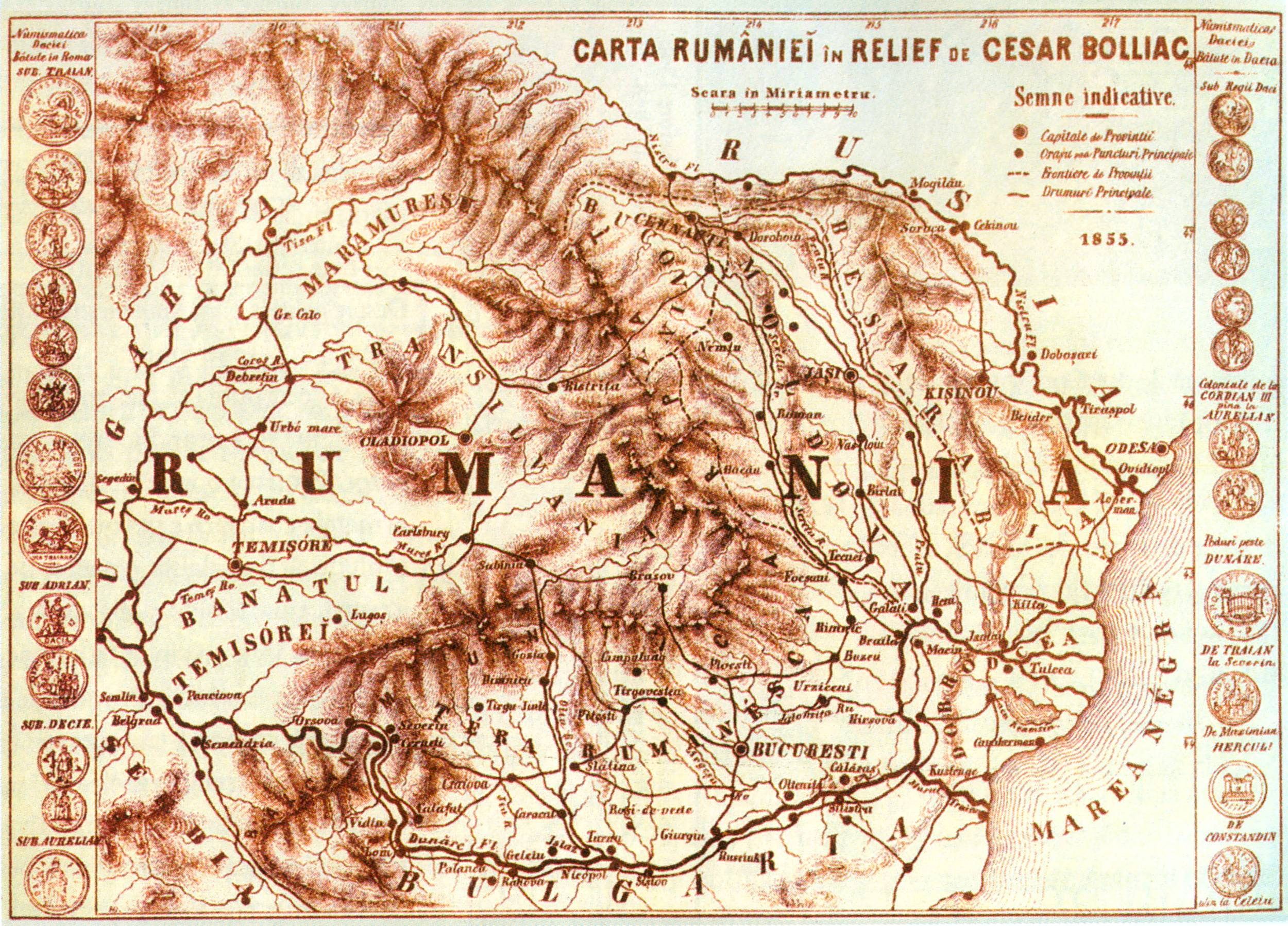
Карта Румынии 1855 года авторства Чезара Бодиллака

Древнейший документ на румынском датируется 1521 годом: это письмо градоначальника Брашова о нападении турок. Там упоминалось словосочетание на старорумынском «Țeara Rumânească», что переводится как «Романская Земля» и обозначало в письме Валахию. Как и в случае с этнонимами «român» и «rumân», допускалось написание «Țara Românească» и «Țara Rumânească». Валахию, Молдову и Трансильванию в XVII веке романскими землями назвал историк Мирон Костин.
В XVIII веке князь Дмитрий Константинович Кантемир в своих сочинениях употреблял словосочетание Țara Românească для обозначения всех трёх княжеств, в которых проживали румыны. Но только в начале XIX века был задокументирован топоним «România» как обозначения Румынии. Первое упоминание представил в 1816 году греческий учёный Даниил Филиппидис (в румынских источниках известный как Дмитрий Даниил Филиппид), опубликовавший в Лейпциге «Историю Румынии» и «Географию Румынии». В 1823 году на могильной плите Георгия Лазаря в Авриге была высечена надпись «Precum Hristos pe Lazăr din morți a înviat, așa tu România din somn ai deșteptat».
Ложным является утверждение, что топоним «România» следует традиционному правилу румынского языка для обозначения стран, которое предусматривает добавление суффикса -ia к этнониму (для Греции - grec → Grecia, для Болгарии - Bulgar → Bulgaria, для России - rus → Rusia и т. д.). В реальности слово «România» гораздо старше и образовалось путём добавления к этнониму «român» суффикса -ie — например, от слова «moș» (рум. праотец) образовалось с тем же суффиксом слово «moșie» (рум. имение), от слова «domn» (рум. правитель) — «domnie» (рум. правление), от «boier» (рум. губернатор) — «boierie» (рум. пышность, богатство). Предполагается, что изначальное слово «românie» переводилось с румынского как «румынство» и перекликалось со словом «rumânie» (рум. крепостничество), пока последнее не вышло из обихода и не уступило место в самоназвании румын.
В 1840-е годы в Париже молодые представители румынской интеллигенции стали распространять написание «Roumanie», чтобы предотвратить путаницу румын с римлянами. Французское написание «Roumanie» распространилось в Великобритании, Испании, Италии и Германии. В английском языке французское заимствование «Roumanie» прошло цепочку «Roumania» → «Rumania» → «Romania», причём последнее слово вошло в обиход только после Второй мировой войны. В венгерском языке также используется написание через «o» (Románia), но в других языках используется написание через «u» или кириллическую «у» (Румыния в русском, Румунија / Rumunija в сербском, Rumänien в немецком и т. д.) Только в португальском румын называют «romenos», а их страну — «Roménia», причём e частично отражает связь с румынским â, хотя и даёт совсем не тот звук.

## Реформы в написании
В Социалистической Республике Румынии была проведена реформа правописания, в ходе которой ввели букву î и убрали букву â. Оригинальное название страны (Народная Республика Румыния) звучало изначально как Republica Populară Romînă, хотя потом в прилагательном «român» и производном от него словах разрешили использовать â. После окончания коммунистического правления реформу отменили в 1993 году, вернув букву â и утвердив окончательное написание «român».

## Другие упоминания словRomaniaиRomanus
- В VII веке впервые появилось имя итальянского региона «Романья», где находился город Равенна (ныне это регион Эмилия-Романья).
- Коренные жители Византии называли себя «ромеи» (греч. Ρωμαίοι, romaioi), а свою страну — «Романией» (греч. Ρωμανία, Rōmanía). В арабском и турецком языке Рим и Римскую империю называли не иначе как «Рум», а Балканский регион — Румелия. В арабском языке словом «руми» обозначали христиан.
- «Романией» называли Латинскую империю, которая образовалась в 1204 году после Четвёртого крестового похода и взятия католиками Констатинополя.
- Это же слово является однокоренным к слову «романский», употребляемый в таких словосочетаниях, как «романские языки».
- От этого же слова образовано название романшского (или рето-романского) языка, официального языка Швейцарии.
- На Балканском полуострове ряд коренных народов создал свои этнонимы на основе слова «Romanus»: арумыны называют себя armâni, arumâni и rămăni, истрорумыны — rumâri. Меглениты называли ранее себя rămâni, который был утрачен в XIX веке и заменён самоназванием Vlași, заимствованным из болгарского языка.